# Schuhtrockner
Schuhtrockner sind mit Gas oder elektrischem Strom betriebene Geräte, die Schuhe von innen beschleunigt trocknen, die durch Wasser oder Fußschweiß feucht geworden sind.

## Einsatzbereich
- Trocknung und Erwärmung von Skischuhen, Wanderschuhen, Golfschuhen, Sportschuhen etc.
- Einsatz in Skischränken für Liftstationen und Hotels

## Funktionsweise

### Warmluft mit Gebläse
Über ein Gebläse wird Umgebungsluft angesaugt. Diese wird über eine Wärmequelle (meist elektrisch) geleitet und dabei erwärmt. Über ein Rohr-/Schlauchsystem wird die erwärmte Luft direkt in die Schuhe geleitet, wo sie die Feuchtigkeit aufnimmt.

#### Vorteile
- Relativ schnelle Trocknung

#### Nachteile
- Geräuschbildung durch Gebläse

### Warmluft mit natürlicher Konvektion
Die Schuhe müssen mit der Spitze nach oben zeigen. Eine Wärmequelle erwärmt die Luft im Inneren des Schuhes. Die warme Luft steigt im Schuh nach oben. Durch das Verdunsten der Feuchtigkeit kühlt sich die Luft wieder ab und „fällt“ aus dem Schuh nach unten heraus, wobei die Feuchtigkeit mit hinaus transportiert wird.

#### Vorteile
- Geräuschlose Trocknung
- Robuster Geräteaufbau

#### Nachteile
- Erhöhte Trockenzeit
- Gefahr von Lederschädigung bei Lederschuhen

## Warnhinweis
Feucht gewordene, vegetabil gegerbte Leder, wie sie üblicherweise für Wander- und Bergschuhe verwendet werden, sind sehr empfindlich hinsichtlich einer beschleunigten Trocknung mit Wärme. Es besteht die Gefahr, dass die Lederfaserstruktur sich in eine kristalline Struktur umbaut. Das hat zur Folge, dass das Leder gläsern brüchig wird. Ist das eingetreten, lässt sich der Vorgang nicht mehr umkehren. Chromgegerbte Oberleder, wie sie bei üblichen Straßen- und Businessschuhen verwendet werden, sind diesbezüglich zwar unempfindlicher, aber dennoch auch gefährdet. Aus diesen Gründen ist von einer beschleunigten Trocknung von Lederschuhen, mittels wie auch immer zugeführter Wärme, grundsätzlich abzuraten. Hier gilt: Einlegesohle raus und entweder mit Zeitung ausstopfen (saugt Feuchtigkeit auf) oder an der möglichst bewegten, aber nicht zusätzlich erwärmten Luft ganz normal trocknen lassen.
Bei Schuhen aus Kunststoffen spielt das keine Rolle, solange die Wärme nicht zu Hitze wird und eventuelle Klebeverbindungen erweicht. Das beschleunigte Trocknen des Schuhinnenraums hat zudem den Vorteil, dass die den Schweiß zersetzenden und dadurch den unangenehmen Geruch verursachenden Bakterien sich nicht entsprechend vermehren können.